# بافلينا شيلينغاروفا
بافلينا شيلينغاروفا (بالإنجليزية: Pavlina Chilingirova)‏ (بالبلغارية: Павлина Чилингирова)‏ (من مواليد 22 أكتوبر 1955) وهي لاعبة شطرنج بلغارية حملت لقب سيدة دولية لعام (WIM ،1982). وهي بطلة الشطرنج في بلغاريا لعام (1993). حصلت على لقب أستاذ دولي في (الشطرنج).

## حياتها
في الثمانينيات والتسعينيات، كانت واحدة من أبرز لاعبات الشطرنج البلغاريات. كما شاركت تشينجليروفا في العديد من بطولات الشطرنج البلغاريات حيث فازت بالميداليات الذهبية (1993) ، وفضيتان (1981 ، 2007) و 6 برونزيات (1980 ، 1986 ، 1989 ، 1990 ، 2004 ، 2006). شاركت عدة مرات في بطولة العالم للشطرنج النسوية عام (1981 ، 1987 ، 1993 ، 1995). في عام 1988 ، فازت شيلينغيروفا بدورة دورتموند الدولية للسيدات. في عام 2007 ، فازت ببطولة النساء المفتوحة البلغارية.
لعبت بافلينا شلينجيروفا مع بلغاريا في أولمبياد الشطرنج للسيدات:
- في عام 1980 ، في أولمبياد الشطرنج التاسع (نساء) في فاليتا (+1 ، = 4 ، -1) ،
- في عام 1982 ، في أولمبياد الشطرنج العاشر (نساء) في لوسرن (+5 ، = 2 ، -3) ،
- في عام 1984 ، في الدورة الثالثة في أولمبياد الشطرنج السادس والعشرين (المرأة) في سلانيك (+5 ، = 7 ، -0) وفازت بالميدالية الفضية،
- في عام 1986 ، في الدورة الثالثة في أولمبياد الشطرنج السابع والعشرين (نساء) في دبي (+6 ، = 2 ، -2) ،
- في عام 1988 ، في الدورة الثانية في أولمبياد الشطرنج الثامن والعشرون (النساء) في سلانيك (+4 ، = 2 ، -4) ،
- في عام 1990 ، في الدورة الثالثة في أولمبياد الشطرنج التاسع والعشرين (النساء) في نوفي ساد (+5 ، = 4 ، -1) ،
- في عام 1992 ، في الدورة الثالثة في أولمبياد الشطرنج الثلاثين (النساء) في مانيلا (+6 ، = 1 ، -4) ،
- في عام 1994 ، في أولمبياد الشطرنج الحادي والثلاثين (النساء) في موسكو (+2 ، = 1 ، -4).

لعبت بافلينا شلينجيروفا مع المنتخب البلغاري في بطولة الشطرنج الأوروبية:
- في عام 1992 ، في الدورة الرابعة في بطولة الشطرنج الأوروبية الأولى (للنساء) في دبرتسن (+1 ، = 0 ، -2) ،
- في عام 2007 ، في بطولة الشطرنج الأوروبية للفريق السابع (نساء) في كاندية (+5 ، = 1 ، -1) وفازت بالميدالية الفضية الفردية.
- في عام 1982 ، تم منحها لقب أستاذ دولي في (الشطرنج).

## وصلات خارجية
- بافلينا شيلينغاروفا على موقع الاتحاد الدولي للشطرنج (الإنجليزية)
- بافلينا شيلينغاروفا على موقع مباريات الشطرنج (الإنجليزية)
- بافلينا شيلينغاروفا على موقع 365Chess.com (الإنجليزية)
- بافلينا شيلينغاروفا على موقع Chesstempo.com (الإنجليزية)
- بافلينا شيلينغاروفا سجل أولمبياد الشطرنج للسيدات على موقع OlimpBase.org (الإنجليزية)
- Pavlina Chilingirova chess games at 365Chess.com